# تشارلز إي. بيلنغز
تشارلز إي. بيلنغز (بالإنجليزية: Charles E. Billings)‏ هو مخترع ومهندس أمريكي، ولد في 5 ديسمبر 1834 في ويذرسفيلد في الولايات المتحدة، وتوفي في 5 يونيو 1920 في هارتفورد في الولايات المتحدة.